# Dean Shek
Dean Shek (chinois : 石天 ; pinyin : Shí Tiān ; cantonais Jyutping : Sek6 Tin1), de son vrai nom Lau Wai-sing (chinois simplifié : 刘伟成 ; chinois traditionnel : 劉偉成 ; pinyin : Liú Wěichéng ; cantonais Jyutping : Lau4 Wai2 Sing4), né le 17 juin 1949 et mort le 20 septembre 2021, est un acteur, producteur, réalisateur et scénariste hongkongais.
Il est l'un des fondateurs de la société de production Cinema City.
Ayant joué dans plus de 92 films avant de se retirer du cinéma en 1992, ses rôles les plus connus sont celui du professeur Kai-hsien dans Le Maître chinois (1978), de Si Lung dans Le Syndicat du crime 2 (1987), et de Snooker dans The Dragon from Russia (en) (1990).

## Biographie

### Jeunesse et enfance
Né à Pékin en 1949 d'une famille originaire de Tianjin, Shek émigre à Hong Kong avec sa famille à l'âge de 3 ans. Il est scolarisé au collège anglais catholique Shung Tak avant d’étudier le cinéma, le théâtre et le doublage dans le programme de formation d'acteurs de la Shaw Brothers en 1968.

### Carrière
Il commence sa carrière d'acteur pour le studio la même année, apparaissant pour la première fois dans le film Killer Darts (1968). Il reçoit des rôles plus importants comme dans des comédies musicales telles que The Singing Killer, des films romantiques comme A Time For Love (1970), des comédies comme The Human Goddess (en) (1972) et des films d'arts martiaux comme The Fists of Vengeance (en) (1972).
Shek quitte la Shaw Brothers en 1973. La même année, il apparaît dans La Rage du vainqueur, le premier film avec Jackie Chan dans le rôle principal. Il fait ses débuts comme réalisateur en 1975 avec The Monk (en), et travaille comme assistant réalisateur sur Black Alice (1975), Opération Regina (en) (1976), et Le Moine d'Acier (1977).
À la fin des années 1970, Shek continue de travailler avec Jackie Chan et Sammo Hung sur des films de kung-fu, dont Broken Oath (en) (1977), Warriors Two (1978), Le Chinois se déchaîne (1978), Le Maître chinois (1978), Odd Couple (1979) et Dance of the Drunk Mantis (en) (1979).
Shek est crédité comme producteur de 22 films, dont la plupart avec la société de production Cinema City, qu'il a co-fondé avec Karl Maka et Raymond Wong en 1980. Durant les années 1980, il apparaît dans des films d'action, policiers et des comédies comme Mad Mission et Le Syndicat du crime 2 de John Woo. Il réalise également quatre films au cours de la période qui sont The Perfect Wife?! (en) (1983), A Family Affair (1984), Kung Hei Fat Choy (en) (1985) et The Family Strikes Back (en) (1986), qui sont tous des succès au box-office.
Shek tient son dernier rôle dans le film d'action The Raid en 1991. En 1992, il prend sa retraite à l'âge de 42 ans, après avoir produit le film d'horreur fantastique Angel Hunter.
Shek a récemment fait une apparition dans le film The Bodyguard en 2016, de et avec Sammo Hung.

## Vie personnelle
En 1979, Shek épouse l'actrice taïwanaise Lau Chun-yue.
Après avoir pris sa retraite de l'industrie cinématographique, Shek s'est essayé avec succès dans le secteur de l'immobilier.

## Filmographie
| Année | Titre                                           | Titre chinois      | Rôle                                               | Notes                                                                                    |
| ----- | ----------------------------------------------- | ------------------ | -------------------------------------------------- | ---------------------------------------------------------------------------------------- |
| 1968  | Killer Darts                                    | 追魂鏢             | Tung Kung-long                                     |                                                                                          |
| 1969  | Twin Blades of Doom                             | 陰陽刀             | le majordome du maire                              |                                                                                          |
| 1969  | Dark Semester                                   | 桃李春風           | Yu Mei-hsiu                                        |                                                                                          |
| 1970  | Young Lovers                                    | 青春戀             | Lin Da-cheng                                       |                                                                                          |
| 1970  | A Time for Love                                 | 那個不多情         | John Chau                                          |                                                                                          |
| 1970  | The Singing Killer                              | 小煞星             | Fairy                                              |                                                                                          |
| 1970  | My Son                                          | 春火               | un membre du gang des violeurs                     |                                                                                          |
| 1970  | Guess Who Killed my Twelve Lovers               | 噴火美人魚         | Stephen                                            |                                                                                          |
| 1971  | It Takes a Man to Be Henpecked                  | 怕老婆是大丈夫     | Acteur                                             |                                                                                          |
| 1971  | The Man with Two Wives                          | 齊人樂             | Acteur                                             |                                                                                          |
| 1972  | Pursuit                                         | 林沖夜奔           | un garde du palais                                 |                                                                                          |
| 1972  | Intrigue in Nylons                              | 少奶奶的絲襪       | un vendeur                                         |                                                                                          |
| 1972  | The Human Goddess (en)                          | 凡下女仙           | Playboy no 1                                       |                                                                                          |
| 1972  | The Fugitive                                    | 亡命徒             | Siu Ba                                             |                                                                                          |
| 1972  | The Fists of Vengeance (en)                     | 落葉飛刀           | Doggie                                             | aussi connu sous les titres The Deadly Knives et A Life-and-Death Struggle               |
| 1972  | The Black Tavern                                | 黑店               | le moine mendiant                                  |                                                                                          |
| 1972  | Let's Go to Bed                                 | 我們要洞房         | Acteur                                             |                                                                                          |
| 1973  | The Young Tiger                                 | 小老虎             | Conceited Red Shirt                                |                                                                                          |
| 1973  | Tales of Larceny                                | 牛鬼蛇神           | Yu Jieh                                            | Anthologie en deux parties avec Shek figurant dans la première partie.                   |
| 1973  | Le Pirate                                       | 大海盜             | Maître Bai                                         |                                                                                          |
| 1973  | The Iron Bodyguard                              | 大刀王五           | Liang Qi-chao                                      | aussi connu sous le titre Le chevalier et l'érudit                                       |
| 1973  | Illicit Desire                                  | 風流韻事           | Little Fairy                                       | Anthologie en trois parties avec Shek dans la troisième partie.                          |
| 1973  | The Generation Gap                              | 叛逆               | un serveur chauve                                  | aussi connu sous le titre Le Traître                                                     |
| 1973  | The Delinquent                                  | 憤怒少年           | Cripple                                            | aussi connu sous le titre Street Gangs of Hong Kong                                      |
| 1973  | My Wife, My Love and My Maid                    | 一嬌二俏三更妙     |                                                    |                                                                                          |
| 1973  | Ambush                                          | 埋伏               | "Cold-faced swordsman Hong Lieh"                   |                                                                                          |
| 1973  | The Villains                                    | 土匪               | "Li Deng-yao"                                      |                                                                                          |
| 1974  | Young Lovers on Flying Wheels                   | 電單車             | Xiao Xian                                          |                                                                                          |
| 1974  | Naughty! Naughty! (en)                          | 綽頭狀元           | le mari de tante Six                               |                                                                                          |
| 1974  | A Mad World of Fools                            | 怪人怪事           | Acteur                                             |                                                                                          |
| 1974  | The Golden Lotus                                | 金瓶雙豔           | le docteur Jiang                                   |                                                                                          |
| 1974  | Games Gamblers Play                             | 鬼馬雙星           | un employé de casino                               |                                                                                          |
| 1974  | Blood Reincarnation                             | 陰陽界             | Chang                                              |                                                                                          |
| 1974  | The Big Risk                                    | 虎鬥虎             | Acteur                                             | ou Kung Fu Conspiracy aussi connu sous le titre When Tough Guys Meet                     |
| 1974  | Tenants of Talkative Street                     | 街知巷聞           | Acteur                                             |                                                                                          |
| 1974  | Paris Killers                                   | 巴黎殺手           | le tireur                                          |                                                                                          |
| 1974  | Everyday Is Sunday                              | 天天報喜           | Acteur                                             |                                                                                          |
| 1974  | Bravest Fist                                    | 一山五虎           | Acteur                                             |                                                                                          |
| 1974  | Call Me Dragon                                  | 神龍小虎闖江湖     | serveur éminçant                                   | aussi connu sous le titre Fighting Dragon vs. Deadly Tiger                               |
| 1974  | April Fool                                      | 出乎意料           | Acteur Scénariste                                  |                                                                                          |
| 1974  | The Protectors                                  | 鏢旗飛揚           | Spear Prince                                       |                                                                                          |
| 1975  | The Monk (en)                                   | 出家人             | "Si-hung" Réalisateur Scénariste                   | aussi connu sous le titre The Kung Fu Monk                                               |
| 1975  | Kissed by the Wolves (en)                       | 狼吻               | Acteur                                             |                                                                                          |
| 1975  | The Young Dragons                               | 鐵漢柔情           | un jeune client peu endurant du bordel             |                                                                                          |
| 1975  | Shantung Man in Hong Kong                       | 小山東到香港       | Acteur                                             | aussi connu sous le titre Little Shantung Arrives in Hong Kong                           |
| 1975  | The Seven Coffins                               | 驅魔女             | Acteur                                             |                                                                                          |
| 1975  | Ultime Message                                  | 天才與白痴         | un employé d'hôtel                                 |                                                                                          |
| 1975  | My Wacky, Wacky World                           | 大千世界           | Te Shun                                            |                                                                                          |
| 1975  | Lady of the Law                                 | 女捕快             | jeune maître Chen                                  |                                                                                          |
| 1975  | Hong Kong Superman                              | 香港超人           | Acteur Assistant-réalisateur                       | aussi connu sous le titre Bruce, Hong Kong Master                                        |
| 1975  | Chinese Superior Kung Fu                        | 中國神打           | Acteur                                             |                                                                                          |
| 1975  | The Bedevilled                                  | 心魔               | "Lin Chi-yao"                                      |                                                                                          |
| 1975  | Bald-Headed Betty                               | 光頭蓓蒂           | Acteur                                             |                                                                                          |
| 1975  | ''All in the Family (en)                        | 花飛滿城春         | Acteur                                             |                                                                                          |
| 1975  | Black Alice                                     | 盲女奇緣           | Assistant-réalisateur                              |                                                                                          |
| 1976  | A Queen's Ransom (en)                           | 鱷潭群英會         | "Ducky" Assistant-réalisateur Assistant-producteur |                                                                                          |
| 1976  | My Funny Intern                                 | 鬼馬俏醫生         | Acteur                                             | aussi connu sous les titres Hour of the Wolf et Typical Admirable Doctor                 |
| 1976  | I Want More...                                  | 官人我要 ...       | Acteur                                             | aussi connu sous les titres Confession of a Concubine et Injustice! My Lord              |
| 1976  | The Girlie Bar                                  | 酒帘               | "Xiao Kang"                                        | aussi connu sous le titre The Finger Bar                                                 |
| 1976  | The Simple-Minded Fellow                        | 大懵成             | Acteur                                             |                                                                                          |
| 1976  | Dance of Death                                  | 舞拳               | Acteur                                             | aussi connu sous le titre Eternal Conflict                                               |
| 1976  | Divorce Hong Kong Style                         | 香港式離婚         | Acteur                                             |                                                                                          |
| 1976  | Gonna Get You                                   | 溫拿與教授         | Planning                                           |                                                                                          |
| 1977  | Mantis Fists and Tiger Claws of Shaolin         | 血海螳螂仇         | Hung Chun-piao                                     |                                                                                          |
| 1977  | Le Moine d'Acier                                | 三德和尚與舂米六   | "Manchu" Assistant-réalisateur                     |                                                                                          |
| 1977  | Broken Oath (en)                                | 破戒               | "Brothel manager"                                  |                                                                                          |
| 1977  | The Discharged                                  | 出冊               | serveur du toast (caméo)                           |                                                                                          |
| 1977  | Winner Takes All!                               | 面懵心精           | Acteur                                             |                                                                                          |
| 1978  | Warriors Two                                    | 贊先生與找錢華     | maître Yao                                         |                                                                                          |
| 1978  | L'Irrésistible                                  | 拳精               | l'élève Shaolin                                    |                                                                                          |
| 1978  | Le Chinois se déchaîne                          | 蛇形刁手           | le professeur Li                                   |                                                                                          |
| 1978  | Snake Crane Secret                              | 蛇鶴丹心震九州     | "Shao Ting-shan"                                   | aussi connu sous les titres Secrets of the Dragon et Snake & Crane Secrets               |
| 1978  | Le Protecteur                                   | 一招半式闖江湖     | l'homme avec une canne                             | aussi connu sous le titre Karate Bomber                                                  |
| 1978  | Filthy Guy                                      | 臭頭小子           | Acteur                                             | aussi connu sous les titres Return of the Secret Rivals et Emperor of Filthy Guy         |
| 1978  | Le Maître chinois                               | 醉拳               | le professeur Kai-shien"                           | aussi connu sous le titre Drunk Monkey in the Tiger's Eye                                |
| 1978  | Dirty Tiger, Crazy Frog (en)                    | 老虎田雞           | Panthère                                           |                                                                                          |
| 1978  | Deadly Strike (en)                              | 最佳搏殺           | "Cheung Tsai"                                      | aussi connu sous le titre Breakout from Oppression                                       |
| 1978  | Dirty Kung Fu                                   | 鬼馬功夫           | le criminel qui vend des femmes                    | aussi connu sous le titre Kung Fu Expert                                                 |
| 1978  | 18 Fatal Strikes                                | 十八羅漢拳         | "Tai-pan"                                          | aussi connu sous le titre 18 Deadly Strikes                                              |
| 1978  | My Life's on the Line (en)                      | 賭命走天涯         | le beau maître                                     | aussi connu sous le titre 60 Second Assassin                                             |
| 1978  | The Adventure of the Heaven Mouse               | 通天老鼠下江南     | Acteur                                             | aussi connu sous les titres Force 3 From Shanghai et Snake in the Crane's Shadow         |
| 1978  | Crazy Guy with Super Kung Fu                    | 戇頭呆佬笨徒弟     | Acteur                                             |                                                                                          |
| 1979  | Story of Drunken Master (en)                    | 醉俠蘇乞兒         | le petit maître (caméo)                            |                                                                                          |
| 1979  | Love and Sword                                  | 要命的小方         | Acteur                                             | aussi connu sous le titre The Samurai                                                    |
| 1979  | Odd Couple                                      | 搏命單刀奪命槍     | "Master Rocking"                                   | aussi connu sous le titre Shaolin Sabre vs Wu Tang Spear                                 |
| 1979  | Kung Fu on Sale                                 | 功夫大拍賣         | "Kung fu instructor"                               | aussi connu sous le titre King of Money and Fists                                        |
| 1979  | His Name Is Nobody (en)                         | 無名小卒           | "Sting"                                            |                                                                                          |
| 1979  | La Hyène intrépide                              | 笑拳怪招           | "Undertaker" (guest star)                          |                                                                                          |
| 1979  | Dance of the Drunk Mantis (en)                  | 南北醉拳           | "Money Bags"                                       | aussi connu sous le titre Drunken Master Part 2                                          |
| 1979  | Crazy Couple (en)                               | 無招勝有招         | "Yan"                                              |                                                                                          |
| 1979  | Four Invincibles                                | 四大跛拳           | Acteur                                             |                                                                                          |
| 1980  | Ring of Death                                   | 龍形摩橋           | "Chu"                                              | aussi connu sous le titre Bastard Kung Fu Master                                         |
| 1980  | Crazy Crooks (en)                               | 瘋狂大老千         | "Mo-pei Chai" Narrateur                            |                                                                                          |
| 1980  | By Hook or by Crook (en)                        | 鹹魚翻生           | "Skinny Gee"                                       |                                                                                          |
| 1980  | Plain Jane to the Rescue                        | 滑稽時代           | le Charlie Chaplin chinois                         |                                                                                          |
| 1981  | Emperor of Shaolin Kung Fu                      | 闖王李自成         | Acteur                                             | aussi connu sous les titres Lord Chuang, Li Tzu-cheng et The Snake, the Tiger, the Crane |
| 1981  | Chasing Girls (en)                              | 追女仔             | "Robert"                                           |                                                                                          |
| 1981  | Beware of Pickpockets (en)                      | 歡樂神仙窩         | "Extra Hand"                                       |                                                                                          |
| 1981  | Life After Life                                 | 再生人             | Producteur                                         |                                                                                          |
| 1981  | All the Wrong Clues for the Right Solution (en) | 鬼馬智多星         | Producteur                                         | aussi connu sous le titre All the Wrong Clues                                            |
| 1981  | No U-Turn                                       | 不准掉頭           | Producteur                                         |                                                                                          |
| 1981  | Spooky Kookies                                  | 神檯貓             | Producteur                                         |                                                                                          |
| 1982  | It Takes Two (en)                               | 難兄難弟           | "Shek" Producteur                                  |                                                                                          |
| 1982  | Can’t Stop the War                              | 大追擊             | le soldat (caméo) Producteur                       |                                                                                          |
| 1982  | Mad Mission                                     | 最佳拍檔           | "Giglo Joe" (caméo) Producteur                     |                                                                                          |
| 1982  | Till Death Do We Scare                          | 小生怕怕           | Narrateur                                          |                                                                                          |
| 1982  | He Lives by Night                               | 夜驚魂             | Narrateur                                          |                                                                                          |
| 1983  | The Perfect Wife?! (en)                         | 專撬牆腳           | "Dean Shek" Réalisateur Narrateur                  |                                                                                          |
| 1983  | Le Cri de la hyène                              | 龍騰虎躍           | "Shek Earth" (caméo)                               |                                                                                          |
| 1983  | All the Wrong Spies                             | 我愛夜來香         | le soldat japonais du début (caméo) Narrateur      |                                                                                          |
| 1983  | Ghost Bustin'                                   | 抓鬼特攻隊         | Narrateur                                          |                                                                                          |
| 1983  | Esprit D'armour                                 | 陰陽錯             | Narrateur                                          |                                                                                          |
| 1983  | Mad Mission 2                                   | 最佳拍檔大顯神通   | Narrateur                                          |                                                                                          |
| 1983  | Play Catch                                      | 少爺威威           | Narrateur                                          |                                                                                          |
| 1983  | Papa, Can You Hear Me Sing?                     | 搭錯車             | Producteur                                         |                                                                                          |
| 1983  | Send in the Clowns                              | 台上台下           | Producteur                                         |                                                                                          |
| 1983  | Kidnapped                                       | 等劍的小孩         | Producteur                                         |                                                                                          |
| 1983  | That Day on the Beach                           | 海灘的一天         | Producteur                                         |                                                                                          |
| 1984  | A Family Affair                                 | 全家福             | "Alex" Réalisateur Narrateur                       |                                                                                          |
| 1984  | Banana Cop                                      | 英倫琵琶           | Narrateur                                          |                                                                                          |
| 1984  | Happy Ghost (en)                                | 開心鬼             | Narrateur                                          |                                                                                          |
| 1984  | Lifeline Express                                | 鴻運當頭           | Narrateur                                          |                                                                                          |
| 1984  | Heaven Can Help                                 | 上天救命           | Narrateur                                          |                                                                                          |
| 1984  | Merry Christmas                                 | 聖誕快樂           | Narrateur                                          |                                                                                          |
| 1984  | Mad Mission 3                                   | 最佳拍檔女皇密令   | Narrateur                                          |                                                                                          |
| 1984  | The Occupant                                    | 靈氣逼人           | Narrateur                                          |                                                                                          |
| 1984  | Run, Tiger, Run                                 | 兩隻老虎           | Producteur Narrateur                               |                                                                                          |
| 1984  | Pom Pom                                         | 神勇雙響炮         | Narrateur                                          |                                                                                          |
| 1984  | My Sentimental Little Friend                    | 多情種             | Narrateur                                          | aussi connu sous le titre My Little Sentimental Friend                                   |
| 1984  | The Time You Need a Friend                      | 笑匠               | Narrateur                                          |                                                                                          |
| 1985  | Kung Hei Fat Choy (en)                          | 恭喜發財           | "Mr. Fung" Réalisateur Producteur Narrateur        |                                                                                          |
| 1985  | City Hero (en)                                  | 飛虎奇兵           | "Trainer Lee"                                      |                                                                                          |
| 1985  | Mummy Dearest                                   | 四眼仔             | Narrateur                                          |                                                                                          |
| 1985  | For Your Heart Only                             | 為你鍾情           | Narrateur                                          |                                                                                          |
| 1985  | Why Me? (en)                                    | 何必有我           | Narrateur                                          |                                                                                          |
| 1985  | Happy Ghost 2 (en)                              | 開心鬼放暑假       | Narrateur                                          |                                                                                          |
| 1985  | Cupid One                                       | 愛神一號           | Narrateur                                          |                                                                                          |
| 1985  | The Isle of Fantasy                             | 開心樂園           | Narrateur                                          |                                                                                          |
| 1985  | Super Citizen                                   | 超級市民           | Narrateur                                          |                                                                                          |
| 1985  | Lone, Lone Flower                               | 孤戀花             | Narrateur                                          |                                                                                          |
| 1985  | Happy Union                                     | 天生一對           | Narrateur                                          |                                                                                          |
| 1985  | Happy Union 2                                   | 天生寶一對         | Narrateur                                          |                                                                                          |
| 1986  | The Family Strikes Back (en)                    | 烏龍大家庭         | "Shek La-mai" Réalisateur Producteur               |                                                                                          |
| 1986  | Abracadabra                                     | 天靈靈‧地靈靈      | Narrateur                                          |                                                                                          |
| 1986  | Happy Ghost 3                                   | 開心鬼撞鬼         | Narrateur                                          |                                                                                          |
| 1986  | Mad Mission 4                                   | 最佳拍檔千里救差婆 | Narrateur                                          |                                                                                          |
| 1986  | A Book of Heroes                                | 歡樂龍虎榜         | Narrateur                                          |                                                                                          |
| 1987  | Le Syndicat du crime 2                          | 英雄本色II         | "Lung Sei"                                         |                                                                                          |
| 1987  | Lady in Black                                   | 奪命佳人           | Producteur Narrateur                               |                                                                                          |
| 1988  | City War (en)                                   | 義膽紅唇           | Narrateur                                          |                                                                                          |
| 1988  | Fractured Follies                               | 長短腳之戀         | Producteur                                         |                                                                                          |
| 1989  | They Came to Rob Hong Kong                      | 八寶奇兵           | "Sherlock False" Scénariste Narrateur              |                                                                                          |
| 1990  | The Dragon from Russia (en)                     | 紅場飛龍           | "Snooker" (guest star) Producteur Narrateur        |                                                                                          |
| 1991  | The Raid                                        | 財叔之橫掃千軍     | "Oncle Choi" Narrateur                             |                                                                                          |
| 1992  | Angel Hunter                                    | 女校風雲之邪教入侵 | Producteur Narrateur                               |                                                                                          |
| 2016  | The Bodyguard                                   | 特工爺爺           | le vieil homme (caméo)                             |                                                                                          |